# Cabana de volta (Fulleda)
La Cabana de volta és un edifici del municipi de Fulleda (Garrigues) que forma part de l'Inventari del Patrimoni Arquitectònic de Catalunya.

## Descripció
És una cabana de vinya feta de pedra seca, construcció molt típica de la comarca. Està orientada cap al sud-oest. La seva planta és pràcticament quadrada; el tancament posterior aprofita la roca natural. La coberta és una volta de canó, feta amb pedres i terra. A la paret del fons, també aprofitant la roca, hi ha una menjadora per animals.
A la façana s'observa clarament la forma de la volta, seguint la disposició de les pedres semblant les dovelles d'un arc. La porta, ben centrada, està remarcada per grans blocs de pedra i re,atada per una llinda. A banda i banda de la volta, als laterals, hi ha una acumulació decreixent de pedres irregulars, que fan de suport i contrafort, ja que és una construcció sense fonaments.